# Ingenting är omöjligt
Ingenting är omöjligt var ett svenskt underhållningsprogram i TV4 som sändes 1998. Gunde Svan var programledare.
I programmet fick man följa deltagares träning på uppdrag som kunde tyckas vara "omöjliga" med tanke på deras förutsättningar. Uppdragen utförades senare i TV-studion. Gäster i första programmet var familjen Gauffin.

## Källhänvisningar
1. ↑  Svensk mediedatabas.[källa från Wikidata]